# Корнилов, Дмитрий Гаврилович
Дмитрий Гаврилович Корнилов (1878, Москва — 15 марта 1907, Москва) — российский композитор.

## Биография
Из купеческой семьи. Начал обучаться в реальном училище, но в возрасте 10 лет поступил на младшее отделение Московской консерватории в класс Анны Константиновны Авра(а)мовой; считался одним из лучших учеников. Весной 1893 перешел на старшие курсы в класс П. Ю. Шлёцера, после его кончины Корнилова взял в свой класс В. И. Сафонов (ставшим впоследствии крестным отцом дочери Корнилова Таисии). В 1900 Корнилов окончил консерваторию с малой золотой медалью.
Получил известность как композитор, в издательстве П. И. Юргенсона в 1901 г. вышли его прелюдии и романсы, в 1903 г. в Москве в концерте молодых композиторов исполнялась его симфоническая поэма «Как хороши, как свежи были розы» (рукопись в фондах Российского национального музея музыки им. М. И. Глинки).
Корнилов дружил с Н. К. Метнером, сёстрами Гнесиными, был шафером на свадьбе К. С. Сараджева. По окончании консерватории работал хормейстером в московской частной русской опере С. И. Мамонтова. В 1904 г. по приглашению Сафонова стал преподавателем Московской консерватории.
В 1905-06 гг. был также помощником дирижёра Русского хорового общества. Выступал в концертах Императорского Русского музыкального общества (ИРМО) в качестве концертмейстера, в том числе с Ф. И. Шаляпиным, Л. В. Собиновым и др.
Похоронен на 12 участке Ваганьковского кладбища в Москве.

## Семья
- Жена — Мария Петровна Владимирская (Корнилова) (1877-?), выпускница Московской консерватории: в младших классах занималась у Александры Ивановны Губерт, в старших — у Шлёцера, окончила с большой серебряной медалью у Губерт (числилась в классе Сафонова); в 1919-63 гг. преподавала в школе, затем техникуме (училище) и ГМПИ им. Гнесиных.
  - Старшая дочь — Корнилова Таисия Дмитриевна (1902—1975) — композитор, член Союза композиторов СССР, ученица С. Н. Василенко.